# Раскладочно-подборочные машины

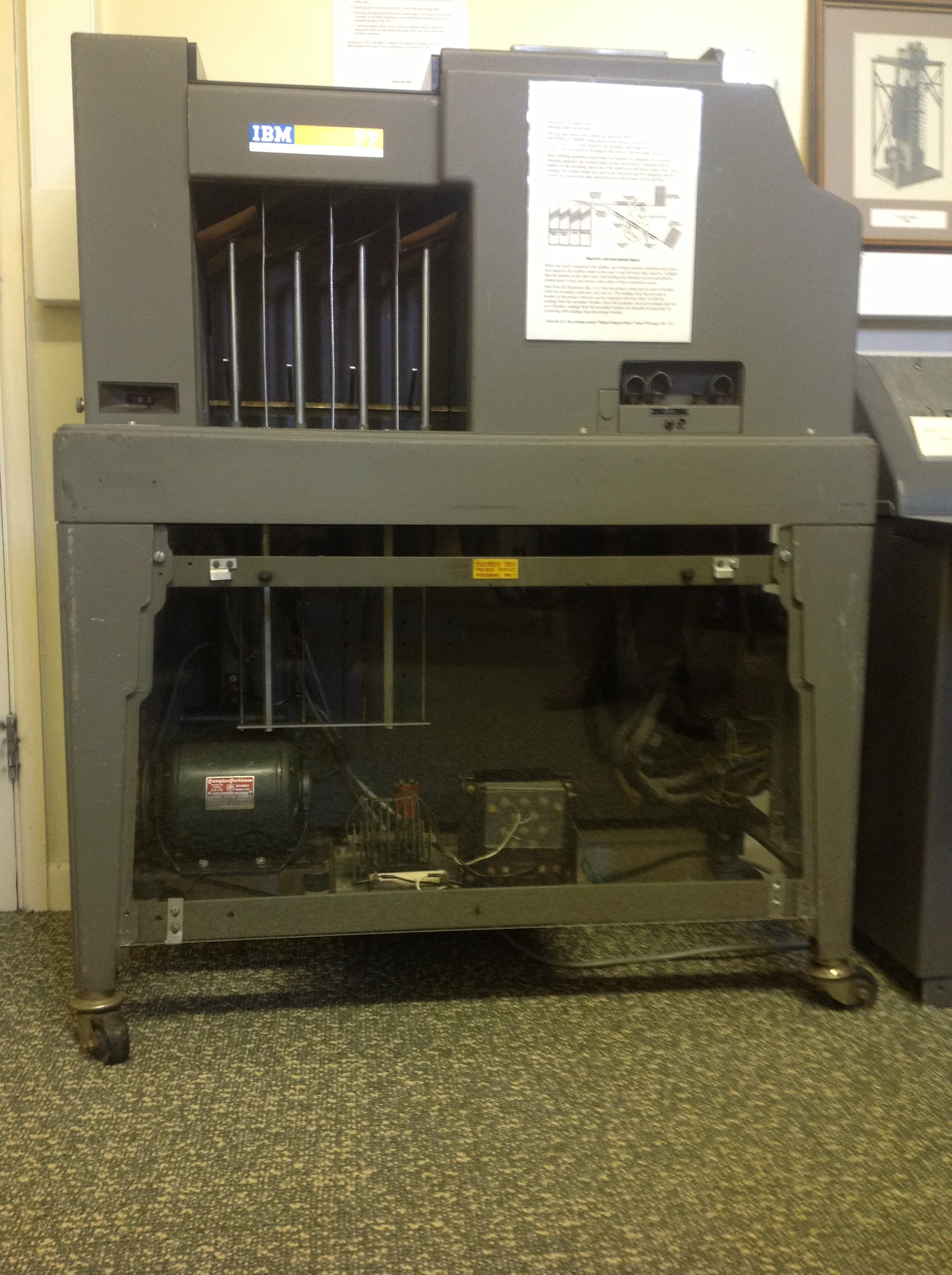
Раскладочно-подборочная машина IBM Type 77, хранящаяся в музее IBM Хёрсли, Хёрсли, Великобритания.

Раскладочно-подборочные машины, РПМ (англ. collator) — один из видов устройств, применявшихся для обработки массивов перфокарт. Задачей РПМ являлось объединение двух наборов карт с сохранением оригинального их порядка с опциональной возможностью удаления из результирующего набора некоторого подмножества. Обычно РПМ состоит из двух 2 трактов, включающих в себя устройство подачи перфокарт, контрольный аппарат и 2 приёмных кармана. Считываемая информация размещается в четырёх или пяти регистрах.
Большинство раскладочных операций предполагало сравнение двух чисел. Например, при проверке последовательности значение с одной карты сравнивалось со значением с предыдущей для того, чтобы убедиться в их правильном взаимном расположении.
Некоторые продвинутые модели, например выпускавшаяся с 1937 по 1957 год IBM Type 77, могли выполнять более широкий набор операций, позволяющих осуществлять хранение и обновление массива данных в правильном цифро-буквенном порядке. Применение таких машин позволило более эффективно выполнять ряд экономических задач, таких как извлечение карты с информацией дебетового счёта и объединение с картой с данными кредитового счёта; замена карт со старыми данными их обновлёнными версиями; выборка всех карт за определённый период или согласно некоторому классификатору.